# 위왕타이구
위왕타이구(한국어: 우왕태구, 중국어: 禹王台区, 병음: Yǔwángtái Qū)는 중화인민공화국 허난성 카이펑 시의 현급 행정구역이다. 넓이는 56km2이고, 인구는 2007년 기준으로 140,000명이다.

## 행정 구역
5개 가도, 2개 향을 관할한다.
- 가도: 三里堡街道、新门关街道、繁塔街道、官坊街道、菜市街道
- 향: 南郊乡、汪屯乡